# Superstjärna med hångelhjärna
Superstjärna med hångelhjärna utkom 1994 och är det tredje seriealbumet i den tecknade serien om Bert Ljung, skapad av de svenska författarna Sören Olsson och Anders Jacobsson. Albumet är tecknat av illustratören Johan Unenge. med manus av Måns Gahrton.
Albumet är löst baserat på böckerna Berts första betraktelser och Berts vidare betraktelser.

## Omslag
Bert sitter framför en TV-kamera och gör V-tecknet, medan TV-skärmar i bakgrunden visar Bert tillsammans med olika tjejer.

## Handling
Bert har gjort slut med Nadja, även om de fortfarande är kompisar, och intresserar sig i stället för Paulina. Snart går tiden, och sommaren. Killarna spanar in toplessbrudar på stranden, och Bert råkar av misstag ljuga för Paulina att han har hund, en pudel. För att undvika den pinsamma situationen försöker han och Lill-Erik göra om Lill-Eriks tax till pudel.
Skolskildringar förekommer också PRAO, men när Bert vill till brandstationen hotas han med stryk av Klimpen, inte Jörgen Karlsson som i böckerna, och han väljer i stället Kurres bensinmack.
Bert får senare reda på att Nadja och Paulina känner varandra (i böckerna är de kusiner).

## Övrigt
De sista sidorna innehåller information om Anders och Sörens medverkan i TV före lucköppningen i Sunes jul 1991, och om Anders och Sören som 20-21-åringar.

### Fotnoter
1. ↑  ”Superstjärna med hångelhjärna” (på engelska). Worldcat. 16 mars 1994. https://www.worldcat.org/title/superstjarna-med-hangelhjarna/oclc/186308238&referer=brief_results. Läst 30 mars 2015.